# Galovany
Galovany este o comună slovacă, aflată în districtul Liptovský Mikuláš din regiunea Žilina. Localitatea se află la altitudinea de 586 m deasupra n.m., se întinde pe o suprafață de 12,92 km2 și în 2017 număra 266 de locuitori. Se învecinează cu comuna Liptovský Mikuláš.

## Istoric
Localitatea Galovany este atestată documentar din 1600.

## Demografie
| An:                | 1994 | 2004    | 2014   | 2024    |
| ------------------ | ---- | ------- | ------ | ------- |
| Număr de persoane: | 231  | 281     | 278    | 315     |
| Diferență:         |      | +21,64% | −1,06% | +13,30% |

| An:                | 2023 | 2024   |
| ------------------ | ---- | ------ |
| Număr de persoane: | 320  | 315    |
| Diferență:         |      | −1,56% |